# Vilma Glücklich
Vilma Glücklich (Nové Mesto nad Váhom —avui Eslovàquia—, 9 d'agost de 1872 - Viena, 19 d'agost de 1927), fou una activista hongaresa pels drets de les dones, promotora de reformes educatives i pacifista. Ella i Rózsa Schwimmer foren les dues figures més destacades del moviment feminista hongarés de la darreria del segle xix i el començament del XX.
Va estudiar en una escola de formació del professorat abans d'esdevenir, el 1896, la primera dona admesa en una universitat a Hongria. Es va graduar en la Universitat Estatal de Budapest en física i matemàtiques, la qual cosa li donà una notorietat que, en la seua modèstia, considerava excessiva.
Ensenyà en un institut de batxillerat abans d'iniciar el 1902 el seu treball sindical com a membre de la junta directiva de la Nőtisztviselők Országos Egyesületének (Associació Nacional de Funcionàries). El 1904 participà a Berlín, junt amb Rózsa Schwimmer, en el Congrés Internacional de Dones i en l'assemblea de la International Woman Suffrage Alliance (IWSA) (Lliga Internacional de Dones Sufragistes), i en tornar a Hongria fundaren la Feministák Egyesülete (Associació de Feministes hongaresa), que el 1913 acollí a Budapest el VII Congrés de la IWSA. El 1815, també amb Rózsa Schwimmer, encapçalaren la delegació hongaresa al congrés de la Women's International League for peace and Freedom (WILPF) (Lliga Internacional de Dones per la Pau i la Llibertat) celebrat a La Haia. Vilma Glücklich fou secretària general d'aquesta Lliga a partir del 1924. Abans d'això, fou membre del Comité de Supervisió de l'administració municipal de Budapest durant el breu règim democràtic del 1918, i el 1921 s'hagué d'exiliar i emigrà a Suïssa, desposseïda del seu treball pel nou règim dels soviets. Visqué a Ginebra del 1922 al 1925, quan s'hagué de retirar de l'activitat internacional a causa de la seua mala salut.
Els seus darrers anys, en agreujar-se-li la malaltia, no volgué acceptar atencions especials, i havent perdut la major part de les seues amistats en els trastorns polítics d'Hongria, sense família (mai no es casà ni tingué fills) i amb Rózsa Schwimmer, la seua gran amiga, exiliada als Estats Units, va morir d'una mort solitària i dolorosa en la gran sala d'un hospital públic. A la fi de la II Guerra Mundial, el govern hongarés la condecorà pòstumament pel seu heroisme, però la branca hongaresa de la Lliga Internacional de Dones per la Pau i la Llibertat, per la qual havia treballat tan incansablement, fou dissolta el 1949.